# Yasmine Boudjenah
Pour les articles homonymes, voir Boudjenah.
Yasmine Boudjenah, née le 21 décembre 1970 à Paris, est une femme politique française. Membre du Parti communiste français, elle est députée européenne de 1999 à 2004.

## Biographie

### Jeunesse et formation
Yasmine Boudjenah a grandi à Bagneux, élevée par un père algérien employé chez Renault et une mère institutrice venant du Loir-et-Cher. Elle obtient son baccalauréat au lycée Lakanal, et poursuit ses études en étudiant l'économie à l'université de Jussieu.
En 1986, elle découvre la politique en menant des actions avec la Jeunesse communiste pour la libération de Nelson Mandela et en participant aux manifestations contre l'apartheid en Afrique du Sud.
Devenue militante jeune communiste, Yasmine Boudjenah fait partie de cette « Génération Mandela » qui lutte dans les mouvements anti-racistes et qui la propulse dans la vie politique. Elle est élue secrétaire nationale de l'Union des étudiants communistes (UEC) de 1994 à 1997 et agit pour les droits des étudiants, contre la précarité imposée aux jeunes, mais aussi en solidarité avec le peuple algérien contre la barbarie intégriste. C'est dans ce cadre qu'elle anime l'Appel du Petit Prince, réunissant des jeunes et des artistes pour affréter un bateau-livre pour les enfants.
Elle est docteur ès sciences sociales (2001).
Elle obtient le concours d'attaché territorial en 2005 et travaille en tant que titulaire dans la fonction publique.

### Plus jeune députée européenne (1999-2004) et engagements internationaux
Approchée par le mouvement « Bouge l'Europe », et soutenue par Francis Wurtz et le PCF, elle devient plus jeune députée européenne de France en 1999, et s'affilie au Groupe de la Gauche unitaire européenne/Gauche verte nordique. Son mandat de députée européenne se termine en 2004. Comme membre de la Commission développement et coopération, Yasmine Boudjenah a pris part aux débats et aux actions pour des relations Europe-Méditerranée débarrassées du libre-échange et des forteresses, pour la fin de l'occupation et la création d'un État palestinien ou contre la guerre en Irak.
Yasmine Boudjenah participe alors au Forum social mondial de Porto Alegre au Brésil, ainsi qu'à un forum altermondialiste à Athènes en Grèce, à la suite des mobilisations contre la Troïka. Elle se rend en Palestine, au Liban et en Israël pour des voyages de solidarité et promouvoir une paix juste et durable. En 2012, elle se joint à plus de 700 élus pour interpeller le Président de la République François Hollande sur le besoin de reconnaître de la Palestine à l'ONU.

### Élue locale d'une banlieue populaire
Elle est depuis 2008 première adjointe au maire PCF de Bagneux (Hauts-de-Seine), Marie-Hélène Amiable, déléguée aux finances, à l’aménagement et au développement durable. Dans ce cadre, elle lance le mouvement des "Chartes promoteurs" : des accords signés par les constructeurs et qui fixent des règles à respecter pour toute nouvelle opération de construction. Cela va de l'imposition de plafonds de prix, à la détermination d'un niveau de confort, des performances énergétiques, voire le niveau de la qualité architecturale du bâtiment. En 2015, Yasmine Boudjenah mène avec la Société du Grand Paris le projet d'éco-quartier dans la partie nord de Bagneux, à la suite du prolongement de la ligne 4 du métro et de l'arrivée de la ligne 15,.
Entre 2011 et 2013, elle mène l'opération de renouvellement urbain dans le sud de Bagneux qui dote le quartier des Tertres Cuverons d'une nouvelle école Paul Éluard, d'un Centre social et culturel de la Fontaine Gueffier et d'une Halle des sports Janine Jambu.
En 2014, elle inaugure le lancement des travaux d'installation d'une station de géothermie dans le sud de Bagneux, énergie propre et durable permettant de chauffer l'équivalent de 10 000 foyers.
En 2015, Yasmine Boudjenah s'engage avec l'Association des maires de France contre la baisse des dotations de l'État aux communes,.
À la suite des attentats terroristes du 11 janvier 2015, Yasmine Boudjenah participe à un débat public avec Paul Quilès et Bertrand Badie pour proposer des solutions efficaces.
En 2016, Yasmine Boudjenah participe aux manifestations contre la loi Macron et la loi El Khomri aux côtés des syndicats de travailleurs pour la défense du Code du travail. Parallèlement, elle se rend aux côtés des ouvriers éboueurs de l'entreprise SITA pour l'amélioration de leur salaire.
Lors de l'élection présidentielle française de 2017, Yasmine Boudjenah et l'association des Maires Ville & Banlieue interpellent les candidats pour faire connaître 31 propositions en faveur des quartiers populaires et de la politique de la ville.
En février 2017, Yasmine Boudjenah participe à la mobilisation des professeurs SNES-FSU d'un lycée de Montrouge, et est aux côtés des travailleurs étrangers à la sous-préfecture d'Antony afin de dénoncer leurs conditions d'accueil,. Elle s'engage également contre la fermeture de la Poste du Haut-Mesnil à Montrouge.
Elle est candidate aux élections législatives de 2017 dans la onzième circonscription des Hauts-de-Seine avec le soutien du Parti communiste français, de La France insoumise, d'Ensemble. Elle organise des ateliers législatifs ouverts à tous pour l'élaboration de son programme électoral à Bagneux, Montrouge et Malakoff. Elle participe avec Ian Brossat à un débat sur le droit au logement pour tous lors de la campagne, et se joint à un rassemblement des élus communistes d'Île-de-France pour réclamer une plus juste répartition des HLM dans la région et une application plus stricte de la loi SRU.
Arrivée au deuxième tour avec 22,01% des voix, devant la député socialiste sortante Julie Sommaruga, Yasmine Boudjenah est en ballotage défavorable face à la candidate La République en marche Laurianne Rossi. Malgré le fait que la candidate PCF-LFI arrive en tête à Bagneux et Malakoff (respectivement 56 % et 57 %), elle arrive derrière la candidate de la République en Marche à Montrouge (38 %) et est battue sur l'ensemble de la circonscription avec un score de 47,67 %, contre 52,33 %.

## Ouvrage
- Algérie décomposition d'une industrie : la restructuration des entreprises publiques (1980-2000) : l'État en question  (ISBN 2-7475-3052-3).